# Lanio leucothorax
Lanio leucothorax е вид птица от семейство Тангарови (Thraupidae).

## Разпространение
Видът е разпространен в Коста Рика, Никарагуа, Панама и Хондурас.